# Pont du Humber
Le pont du Humber (en anglais Humber Bridge) est le pont suspendu qui a la dixième portée la plus longue au monde. Il franchit l'estuaire du Humber légèrement en amont de la ville de Hull, entre Barton-sur-Humber sur la rive sud et Hessle sur la rive nord, reliant ainsi les comtés du Yorkshire de l'Est et du North Lincolnshire. En juillet 2017, il devient monument classé de Grade I.

## Géographie
La distance routière entre Hull et Grimsby fut réduite de 80 km grâce au pont. Avant son ouverture, les usagers devaient se rendre d'une rive à l'autre soit par le bac qui allait de Hull à New Holland, soit par les autoroutes M62, M18 et M180, en franchissant la rivière Ouse près de Goole.
Aujourd'hui le pont du Humber et ses bretelles d'accès sont intégrés au réseau routier et font maintenant partie de l'A15. Le pont est relié à l'A63/M62 au nord (ainsi qu'aux routes qui desservent Beverley) et à l'A180/M180 au sud (ainsi qu'à la route de Scunthorpe).

### Circulation
Le trafic (en moyenne sur un an) s'élève à 100 000 véhicules par semaine.
Les transports en commun traversant le Humber furent mis en place dès l'ouverture du pont, avec le service de bus 350, qui partit pour la première fois à 11 h 15 le 24 juin 1981 depuis Scunthorpe.

## Historique

### Avant le pont
Dès l'époque romaine, un bac joignait les rives nord et sud du Humber. Au Moyen Âge, divers services furent mis en place. Puis la Charte de franchise qu'Édouard II accorda à la ville de Hull en 1316 établit un service officiel de transport entre Hull et Barton, plus tard concurrencé de manière éphémère par la compagnie Public Opinion.
Tandis que la Royal Charter continuait ses liaisons Barton - Hull, une petite compagnie commença un service de bac en 1803 pour servir de façade à de la contrebande. Le bac New Holland - Hull se mit en place en 1826. Les deux services (Barton - Hull et New Holland - Hull) furent rachetés par la compagnie de chemin de fer Great Grimsby and Sheffield Junction Railway en 1845, et dès 1851, la ligne Barton - Hull fut fermée.
Il exista également un service d'aéroglisseurs qui joignirent Hull et Grimsby pendant moins d'un an en 1968. Étant d'une constitution trop fragile pour le Humber, ils furent abandonnés le 21 octobre 1968.
Cependant, des alternatives furent proposées dès le XIXe siècle. En 1872, la Chambre de commerce locale suggéra une liaison de chemin de fer sous le Humber. La ligne devait commencer à Hull, passer à Hessle, puis en tunnel sous l'estuaire jusqu'à Barton et se poursuivre dans la vallée de l'Ancholme pour rejoindre la ligne existante.
Le projet fut écarté mais l'idée d'un tunnel fut suggérée de nouveau en 1908 puis en 1914.
Puis la construction d'un pont devint d'actualité dès les années 1930.

### Les projets
Le premier projet d'un pont remonte à 1929. Cette idée fut soulevée à nouveau en 1932 puis en 1937.
Une proposition plus originale fut faite en 1944, mais non retenue : la construction d'un barrage sur le Humber au niveau de Hessle, afin d'utiliser la retenue pour l'industrie et la digue elle-même comme point de traversée de l'estuaire.
Le projet d'un pont fut sérieusement réenvisagé en 1955. Le Comité de gestion du pont du Humber (Humber Bridge Board) fut formé en 1959 par un acte du Parlement (Humber Bridge Act) et se compose de représentants des autorités locales environnantes.

### Les entreprises impliquées
La conception du Pont du Humber fut confiée aux architectes de Freeman Fox & Partners (aujourd'hui Hyder).
Les piles virent leurs fondations réalisées par John Howard & Co. Ltd. et leurs pylônes sous-traitées à Tileman & Co. Ltd..
Le tablier fut soudé par un groupement de trois sociétés : Cleveland Bridge & Engineering Co. Ltd., John Thompson Ltd. et Redpath Dorman Long Ltd..
Le système de déshumidification fut installé plus tard, en 1992, par les consultants de COWI Consulting Engineers and Planners AS.

### La construction
Après la formation du comité en 1959, il s'écoula encore 13 ans avant le début des travaux le 26 juillet 1972.
| Chronologie     |                                                                                                 |
| juillet 1972    | début d'aménagement des viaducs sud                                                             |
| mars 1973       | début des travaux sur les fondations                                                            |
| avril 1973      | début des travaux sur la superstructure                                                         |
| mai 1974        | fin de construction du pylône nord                                                              |
| juillet 1976    | fin de construction du pylône sud                                                               |
| septembre 1977  | pose des câbles                                                                                 |
| octobre 1979    | lancement du premier voussoir                                                                   |
| juillet 1980    | soudure du dernier voussoir                                                                     |
| 24 juin 1981    | passage des premiers véhicules                                                                  |
| 17 juillet 1981 | inauguration par la reine Élisabeth II                                                          |
| 1992            | installation d'un système de déshumidification pour les têtes de pylône et la poutre principale |

## Caractéristiques techniques
Avec une travée centrale de 1 410 m et une longueur totale de 2 220 m, le pont du Humber tint le record mondial du pont suspendu à travée unique le plus long pendant 16 ans, entre son ouverture en juin 1981 et celle du pont du Grand Belt (Danemark) en juin 1997. Il fut relégué à la troisième place à l'ouverture du pont Akashi-Kaikyō (Japon) en avril 1998 et se trouve aujourd'hui à la cinquième place depuis l'inauguration en Chine des ponts de Runyang en 2005 et Xihoumen en 2005.

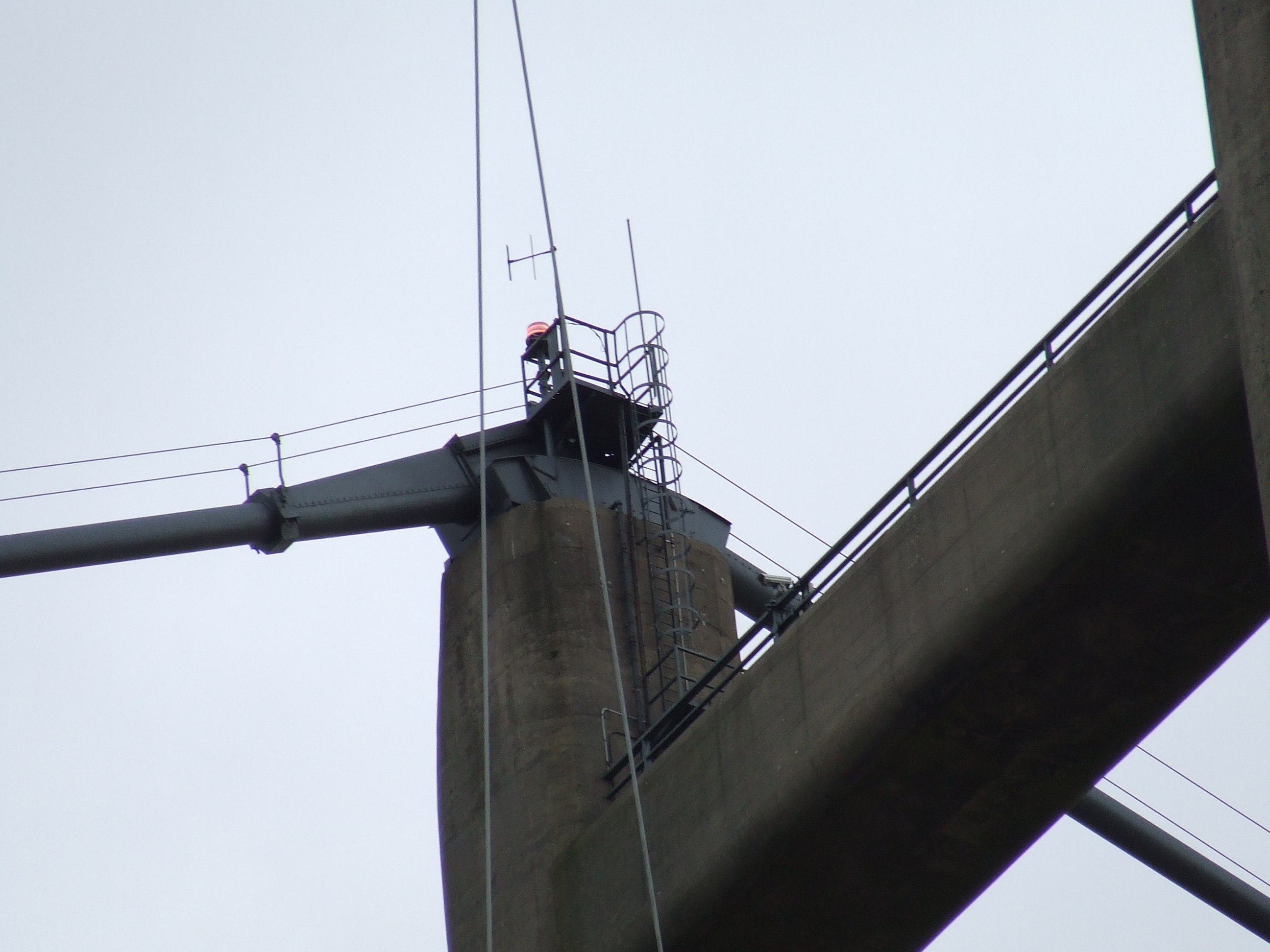
Zoom sur le haut d'un pylône

### Les piles
Chaque pile est constituée de deux pylônes verticaux creux en béton armé, reliés par quatre poutres horizontales, également en béton armé. Les pylônes, hauts chacun de 155,5 m, s'amincissent de 6 × 6 m à la base jusqu'à 4,50 × 4,75 m au sommet. Chaque pile est équipée, dans l'un de ses pylônes, d'un ascenseur électrique utilisé pour la maintenance. Bien qu'elles soient toutes les deux verticales, les tours ne sont pas parallèles, leurs sommets sont écartés de 36 mm de plus que leur base, du fait de la rotondité de la terre.
Au niveau du tablier, une plateforme en béton armé est accrochée en porte-à-faux sur trois côtés de chacune des piles afin de relier la chaussée principale aux deux passages piétons.
Les piles sont placées à une portée de 1 410 m. La travée de Hessle mesure 280 m de long et se termine à la culée nord, juste au-dessus de la voie ferrée Hull-Doncaster ; et la travée de Barton s'élance sur 530 m jusqu'à la culée sud, située à environ 30 m à l'intérieur des terres et 300 m à l'ouest de Barton Haven.

### Les fondations des piles(piers)
Les fondations qui soutiennent les piles sont en béton armé. L'embase située à Hessle, à la limite des hautes eaux, est fondée sur une assise de calcaire dur à quelque 8 m sous le niveau du sol. L'embase de Barton, construite dans l'estuaire à près de 500 m de la berge sud, s'appuie sur deux caissons circulaires jumeaux creux, d'environ 24 m de diamètre chacun, enfoncés sous l'eau par excavation subaquatique dans les argiles de Kimmeridge, environ 36 m sous le niveau du lit du Humber.

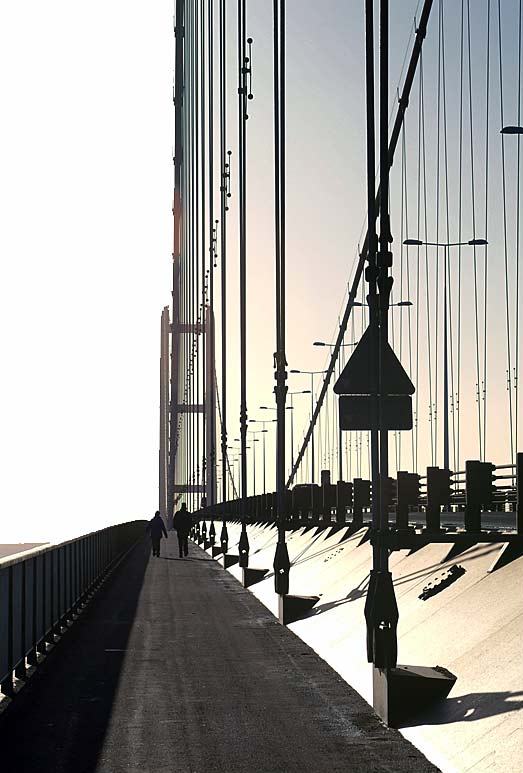
Vue du couloir piétonnier à l'est du pont

### Les câblages
Chacun des deux câbles principaux est constitué de 14 948 fils métalliques parallèles de 5 mm de diamètre en acier tréfilé galvanisé, et réunis en 37 torons de 404 fils chacun. En fin de construction, ils furent compactés et enrobés d'une pâte en oxyde de plomb rouge puis emballés dans une gaine de fer doux galvanisé. L'entraxe des nappes de câbles atteint 22,2 m en haut des pylônes. Chaque câble supporte une tension de 19 400 tonnes.
Le pont est suspendu aux câbles principaux par des tiges d'acier de 62 mm de diamètre à filaments tressés. Les suspenseurs sont inclinés de manière à transmettre les forces horizontales entre le tablier et les câbles principaux, et en absorbant l'énergie, ils aident à amortir les oscillations qui pourraient autrement être induites par certains vents. Le pont est construit pour supporter des déformations constantes et se tord sur plus de 3 m dans un vent de 36 m/s (130 km/h).
Les câbles de suspension du pont mis bout à bout atteignent au total 71 000 km, soit une longueur suffisante pour faire près de deux fois le tour du monde.
L'acier contenu dans l'ensemble du câblage du pont pèse 11 000 tonnes.

### Le tablier et la chaussée
Le tablier du pont fut construit par soudure de 124 voussoirs préfabriqués de 18,1 m de large sur 4,5 m d'épaisseur, formées de panneaux de plaques d'acier renforcé. Il pèse 16 500 tonnes.
Dessus passe une route à chaussées séparées d'une largeur de 2 × 7,3 m. Cette 2×2 voies, dont la vitesse maximale est limitée à 50 mph (environ 80 km/h), voit souvent ses voies extérieures neutralisées dans les deux sens. Un passage piéton et une piste cyclable bordent la chaussée sur chaque côté, à un niveau légèrement inférieur. Ces voies, larges de 3 m chacune, augmentent la largeur totale du pont à 28,5 m.
La couche de roulement de la chaussée est revêtue d'un enrobé mince (mastic asphalt) de 38 mm. Les passages piétons sont recouverts d'un enduit de bitume-caoutchouc et de 3 mm de concassé.
Le long de chaque chaussée se trouvent des barrières de sécurité constituées de quatre câbles d'acier tendus. Quatre portiques servent également à l'entretien et donnent accès sous le pont.
La forme profilée du tablier lui donne une grande stabilité aérodynamique et réduit fortement la charge du vent sur le pont.

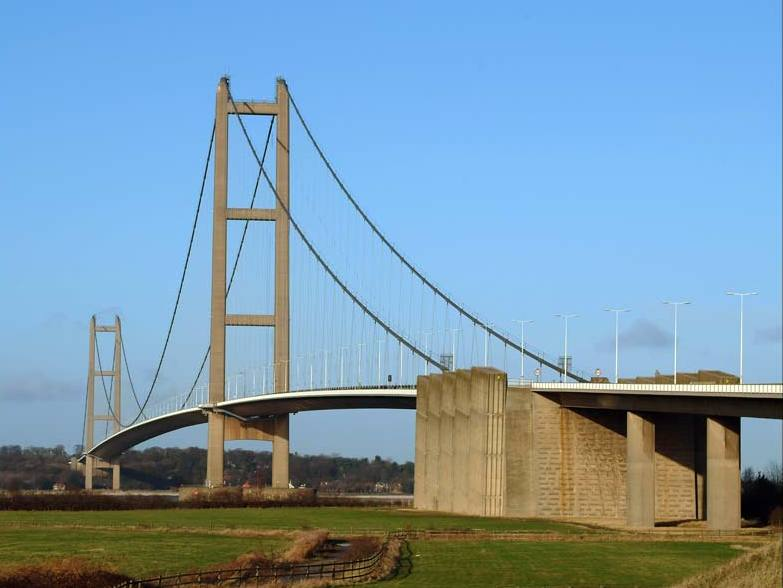
Vue depuis la rive sud montrant la courbure du pont et la culée méridionale

### Les culées
Les culées sont d'énormes structures de béton contenant chacune deux chambres, à l'intérieur desquelles les câbles principaux se séparent en torons individuels. Chacun est attaché par des sabots d'ancrage à des boulons de fixation sur des dalles d'acier à l'avant de blocs d'arrimage. Les dalles d'acier sont pré-contraintes contre le bloc d'ancrage par des poutres hautement ductiles arrimées à l'arrière.
La culée sud pèse 300 000 tonnes contre 190 000 tonnes pour celle du nord.

### Récompenses techniques
Le pont fut primé à cinq occasions :
- Prix de Projet et Développement du Conseil du Borough de Beverley dans l'Yorkshire de l'Est en 1982 (The East Yorshire Borough of Beverley Borough Council Planning and Development Award 1982) ;
- Prix de Conception de Structures d'Acier en 1982 (Structural Steel Design Award 1982) ;
- Prix du Financial Times (journal économique) de 1982 pour les constructions industrielles et commerciales ;
- Prix du Civic Trust (fondation anglaise) en 1983 ;
- Prix européen pour les Constructions d'Acier en 1983.

|  |  |

## Incidents et suicides
Depuis 1981, plus de 200 personnes ont sauté ou sont tombées du pont. Seulement cinq d'entre elles ont survécu.
Entre 1990 et février 2001, l'équipe de secours du Humber (la Humber Rescue Team) a lancé son bateau 64 fois à la rescousse de personnes tombant ou sautant du pont.
Les incidents les plus notables comprennent plusieurs cas archivés dans les médias anglais :
- une femme du Yorkshire de l'Ouest et sa fille de deux ans sont tombées du pont en 2005[6] ;
- une mère s'est suicidée avec son fils autiste de 12 ans en avril 2006[7] ;
- un homme a sauté du pont, en septembre 2006, pour se tuer sur la voie rapide A63 qui passe en dessous (à Hessle, rive nord).

En conséquence, plusieurs projets ont été proposés pour encager ou protéger d'un grillage plus élevé les passages piétons du pont. Des devis ont été établis, mais les contraintes de construction ainsi que les coûts ont été avancés pour expliquer l'absence d'amélioration jusqu'alors.
Du fait de tous ces suicides et ses tentatives depuis le pont du Humber au cours des années, les autorités locales du NHS ont mis en place un service de conseillers spécialisés et de médecins sur place. Cependant, ce genre de faits se déroulent sur tous les ponts du monde.

## Finances
Le pont est soumis à un péage s'élevant (en juillet 2007) à 2,70 £ pour les automobilistes, à 1,20 £ pour les motards et pouvant atteindre 18,30 £ pour les routiers. Le pont du Humber est le seul grand pont britannique à faire payer les motocyclistes ; en 2004, afin de protester, un grand nombre de motards mit en place une manifestation de ralentissement du péage, qui consistait à prendre le temps d'enlever gants et casque à chaque passage et à payer avec de grosses coupures pour faire perdre du temps à la caisse.
La police a enregistré un bouchon de 4 km en conséquence de l'opération escargot. Malgré plusieurs lettres de soutien en faveur du retrait des droits de péage, ils demeurent en place pour les motos.
En 1996, le Parlement britannique vota un acte sur les dettes du pont de Humber (Humber Bridge (Debts) Act 1996) pour réorganiser les dettes du comité de gestion du pont (Humber Bridge Board), afin de s'assurer que le pont puisse être entretenu de manière sûre. Bien qu'une part importante des dettes fût gelée lors de cet arrangement de refinancement, il n'y eut aucune remise de dette et la part suspendue est peu à peu réintroduite au fur et à mesure que le comité de gestion rembourse le reste de la dette active.
En 2006, une proposition de loi Private Member's Bill fut proposée au parlement par la parlementaire du travailliste pour Cleethorpes, Shona McIsaac, à propos du pont du Humber.
La proposition de loi sur le pont du Humber (Humber Bridge Bill) devait amender l'acte sur le pont du Humber de 1959 (Humber Bridge Act 1959) qui « exige que le secrétaire d'État donne leurs instructions aux membres du Comité de gestion du pont du Humber en ce qui concerne la santé et qu'il réexamine la possibilité de faciliter les trajets sur le pont du Humber pour des raisons de santé. » Le but était de permettre aux habitants de la rive méridionale qui reçoivent un traitement médical sur la rive septentrionale de traverser le pont sans payer le péage, et de permettre au secrétaire d'État au Transport de nommer deux membres du comité de gestion du pont du Humber pour représenter les intérêts du NHS. Bien que le Bill ait reçu un accueil favorable dans tous les partis (il était soutenu par le secrétaire d'État à l'Intérieur du cabinet fantôme, David Davis, et par tous les autres parlementaires du North Lincolnshire et du East Yorkshire), il périma un peu plus tard la même année.
Au début 2007, les usagers du pont commencèrent une campagne visant à convaincre le gouvernement d'effacer la dette insurmontable du comité de gestion, afin de permettre à ce dernier de réduire le prix du péage. Cette campagne s'est notamment dotée d'une pétition et d'un site en ligne. Le gouvernement répondit défavorablement le 14 janvier 2008 au motif que des réductions ou exemptions de tarif ne pouvaient être décidées que par l'entité gestionnaire du pont, le Humber Bridge Board.
En 2008, à la suite de l'annonce d'une augmentation des péages, une campagne de presse fut lancée, appuyée par de nombreux parlementaires, demandant l'abolition du péage.
En 2009, une enquête sur les tarifs de péage est confiée à l'inspecteur Neil Taylor. En juillet 2009, le ministère de transports refuse l'augmentation des péages, et en novembre de la même année, le gouvernement approuve un financement de 6 millions de livres pour couvrir les coûts d'entretien, assurant qu'il n'y aurait pas d'augmentation avant 2011.
Le Humber Bridge Board demanda de nouveau la possibilité d'augmenter les tarifs fin 2010, et à la suite d'une enquête publique, cette augmentation fut accordée, les nouveaux tarifs entrant en vigueur le 1er octobre 2011, faisant du Humber Bridge le pont le plus cher du Royaume-Uni (le Severn Crossing est plus cher, mais le péage n'est prélevé que dans un sens).
Finalement, le 29 novembre 2011, le chancelier de l'échiquier George Osborne annonça que le gouvernement allait annuler 150 millions de livres de dette, ce qui permettra de diminuer les  péages (qui à 1,50 £ pour les voitures seront divisés par 2) et instaurer enfin la gratuité pour les motos. Les nouveaux tarifs sont en vigueur depuis avril 2012,.

Pont du Humber (Humber Bridge)

## Pour approfondir